# 미야자키 아츠사
미야자키 아츠사(宮﨑 あずさ, みやざき あずさ 1993년 8월 12일 ~ 일본 나가사키현)은 일본의 언론인이며 NHK 소속의 여성 아나운서이다.

## 생애
미야자키 아츠사(宮﨑 あずさ) 아나운서는 1993년 8월 12일 일본 나가사키현에서 태어났다. 그녀는 나가사키현립 나가사키히가시 중학교·고등학교를 졸업하고 도쿄도 스기나미 구에 있는 도쿄 여자대학 현대교양학부 인문학 졸업했다 특히 대학 재학 중인 2016년 영국의
요크 대학교에 유학하고, 귀국 후인 2017년에 미스 일본 '물의 천사'로 선택되어 활동했었다.

## 입사 이후
그녀는 졸업 후인 2018년에 NHK에 입사를 했다. 입사 동기로는 토요시마 미키, 요시오카 마오 아나운서이다.
그녀는 첫 부임지인 NHK 도쿠시마 방송국에서 아나운서 생활을 시작해 2018년부터 2022년 4월 3일까지 있다가 2022년 4월 4일 조직 개편에 따라 NHK 센다이 방송국으로 옮겨서 활동하다가 2024년 4월 1일 봄개편에 따라 도쿄도 NHK 방송 센터 아나운서실로 옮길 예정이다. 옮기게 되면 수도권 네트워크와 수도권 뉴스 845를 진행하게 된다.

## 에피소드
- 신장 167CM이며.특기는 바이올린 연주이며 그녀는 영어(영어검정1급) 경필(8단)이다.
- 그녀는 도쿄 여자대학 재학중, 복수의 미인대회에 응모해 활동을 했었다.